# Frey Lajos
Frey Lajos (Bécs, 1829. január 12. –‎ Budapest, 1877. június 4.) a 19. század derekának osztrák származású magyar építésze.

## Élete
Bécsben, 1829. január 12-én született. Fiatalon, az 1848–49-es forradalom és szabadságharc idején került Magyarországra. A nagy bajai tűzvész után a város jórészt az ő tervei szerint épült fel újból. Még Baján feleségül vette Türr István tábornok Rozália húgát, akitől leányuk született. 1856-tól Gerster Károly kassai építésszel dolgozott együtt, annak haláláig. Az ezernyolcszázhatvanas években a fővárosba költöztek. Ezidőtájt építette József nádor budai palotáját, valamint a Budai Váralagút nyugati bejáróját. Sógora, Türr tábornok révén a hatvanas évek nagy politikai mozgalmaihoz is fűzték bizonyos — titkolt — szálak. Otthona Türr emigráns barátainak mintegy találkozó szalonjául szolgált.
Részt vett a kassai Szent Erzsébet-dóm restaurálásának munkájában, amiért a király 1871-ben a Ferenc József-rend lovagkeresztjével tüntette ki, s a „Silberne Medaille für Kunst und Wissenschaft” ezüst érmet is megkapta. A Zerge utcában állott háza művészek találkozóhelye is volt, így Munkácsy Mihály is nem egyszer itt töltötte idejét, ha Budapestre látogatott. Egész kis galériája volt jórészt magyar művekből, ezeknek egy része (ifj. Markó Károly, Klimkovics Ferenc stb.) 1914-ben unokái birtokában voltak.
Frey Lajos 1877-ben halt meg, saját tervei szerint készült kriptájába temették, a ma már nem létező Vízivárosi temetőben.

## Munkái
- Bajai zsinagóga, 1842–45
- Budai Népszínház Gerster Károllyal, 1861
- az Első Magyar Általános Biztosító Társaság budapesti székháza
- a Lónyay-bérház
- báró Kochmeister nyaralója a Zugligetben
- Pest, hrsz. 24188 Ferenciek tere 7-8. eredetileg: Ferenciek Fővárosi palotája, Ferences bazár, épült: 1877, tervezte: Kéler Napóleonnal (itt található ma a Kárpátia étterem)
- Kassán a Schalkház Szálló (1963-ban lebontva)
- Fiume Szálloda, Buda, Varásdy Lipóttal, 1868–70 (Budapest ostroma alatt, 1945-ben elpusztult)
- Pest, Dohány utca 3. sz. Lakóház Kauser Lipóttal, romantikus, 1868
- Pest, Váci utca 11/b Lahner-ház, Gerster Károllyal, 1870

## Galéria

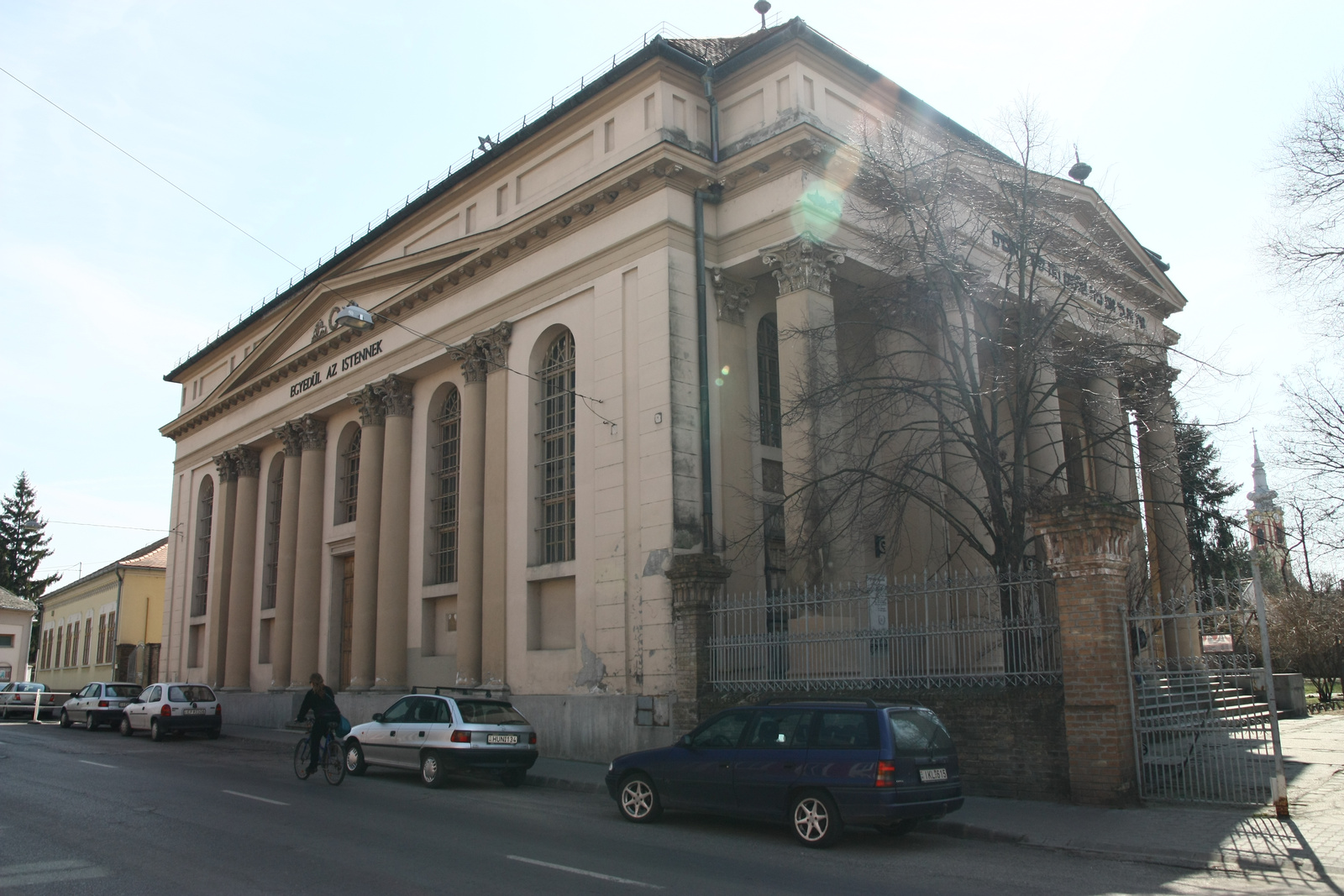
Az egykori Bajai zsinagóga
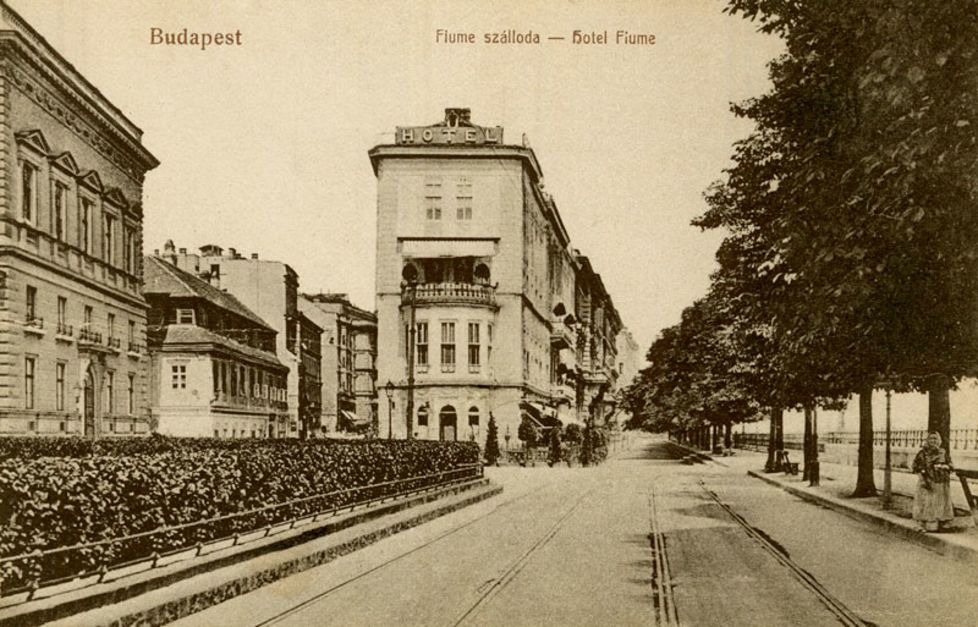
Az egykor volt Fiume Szálloda
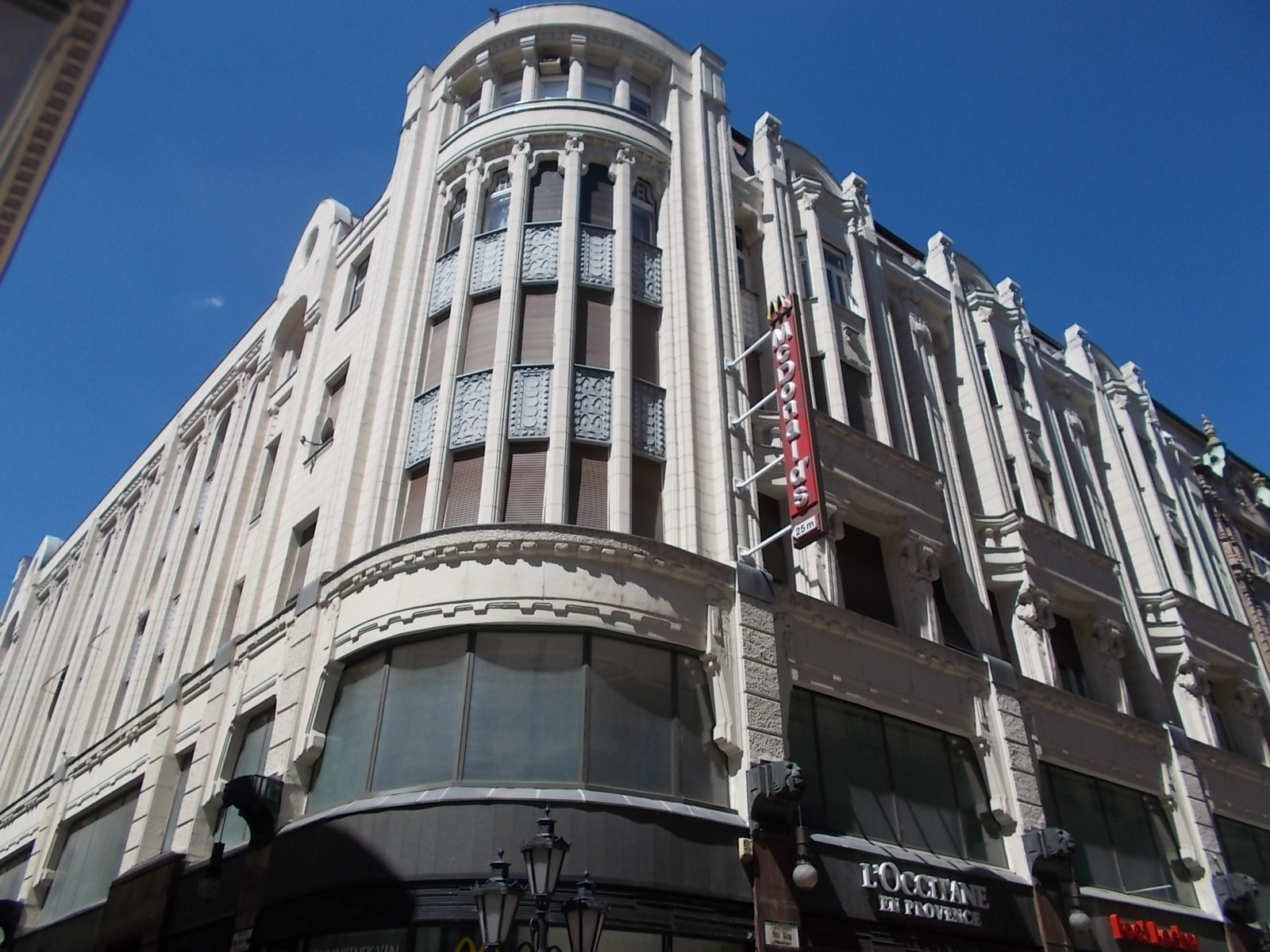
Lahner-ház, Budapest
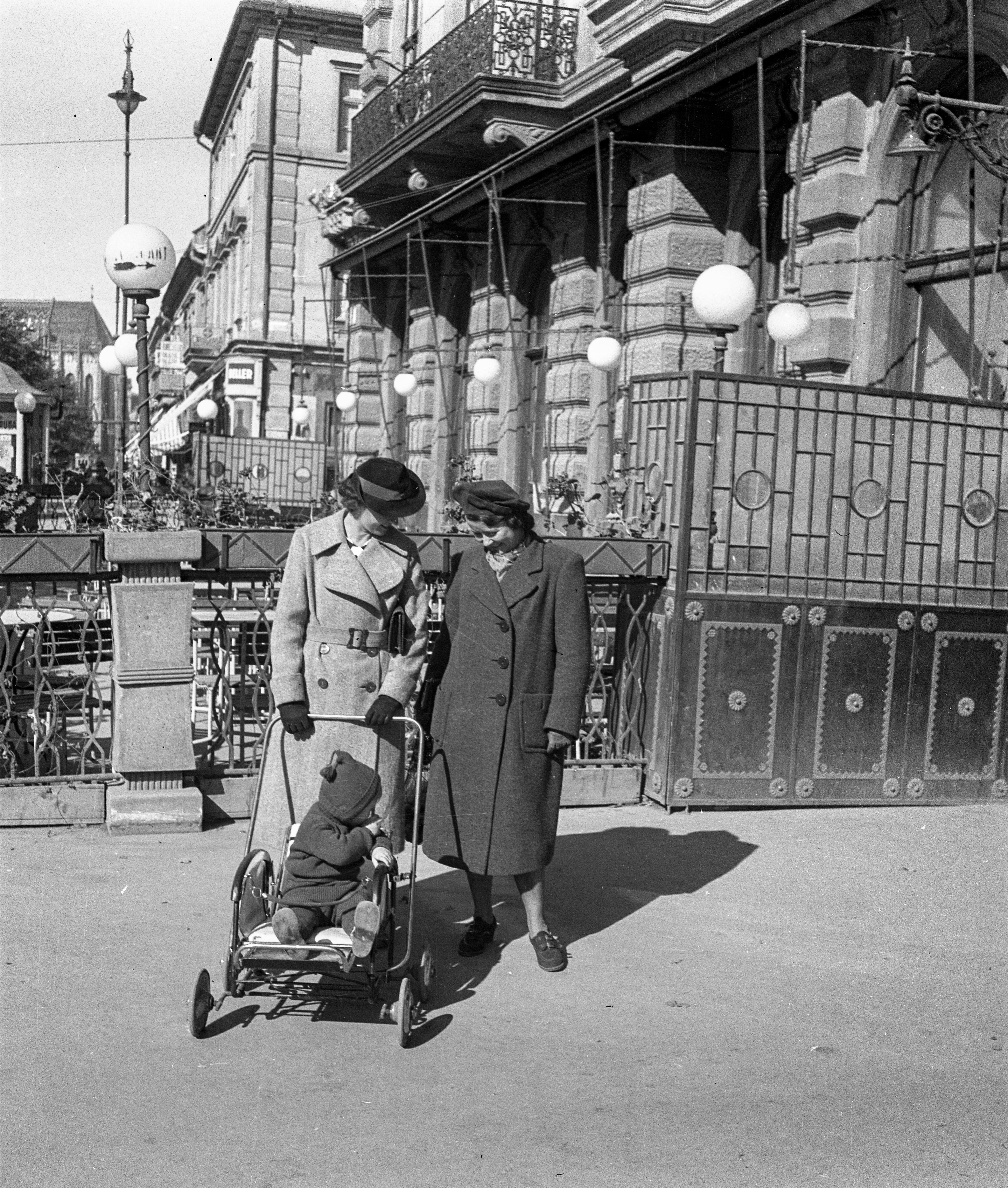
Schalk-ház, Kassa